# Braydon Hobbs
Braydon Alexander Hobbs (* 17. Mai 1989 in New Albany, Indiana) ist ein ehemaliger US-amerikanischer Basketballspieler. Hobbs gewann während seines Studiums in seinem Heimatland 2011 eine Meisterschaft in der zweiten NCAA-Division und wurde 2012 als deren Spieler des Jahres ausgezeichnet. Ab 2012 war er als Berufsbasketballspieler in Australien, Spanien sowie Ungarn und ab 2014 in Deutschland tätig. In der Zweitligasaison 2014/15 wurde er ebenfalls als Spieler des Jahres ausgezeichnet und spielte später bei den Bundesligisten Gießen 46ers, Ratiopharm Ulm, FC Bayern München, EWE Baskets Oldenburg und den Basketball Löwen Braunschweig unter Vertrag. Er bestritt insgesamt 238 Bundesliga-Spiele.

## Karriere
Nach dem Schulabschluss in seiner Heimatstadt New Albany ging Hobbs zum Studium an die Bellarmine University in Louisville (Kentucky), um Kriminalistik zu studieren. Deren Knights genannte Sportmannschaften treten in der Great Lakes Valley Conference (GLVC) der NCAA Division II an. Hobbs war an den ersten beiden Titelgewinnen der Bellarmine Knights im GLVC-Meisterschaftsturnier 2010 und 2011 beteiligt. Ferner erreichten die Knights während Hobbs’ aktiver Zeit jeweils immer die landesweite Endrunde der Division II. Nach dem Sweet Sixteen 2009 verlor man jedoch 2010 bereits in der zweiten Runde, bevor man 2011 nach nur zwei Saisonniederlagen zuvor bis in das Elite-Eight-Finalturnier der Division II vordrang. Hier besiegte man im Endspiel die Seasiders der Brigham Young University–Hawaii knapp mit 71:68. Ein Jahr später verlor man als Titelverteidiger im Halbfinale den Montevallo Falcons. Zuvor war jedoch Hobbs, der 2009 bereits zum GLVC „Freshman of the Year“ ernannt worden war, 2012 zum GLVC „Player of the Year“ und schließlich auch zum Spieler des Jahres der Vereinigung der Collegetrainer NABC ernannt worden. Trotz dieser individuellen Ehren war Hobbs als Spieler der Division II für Klubs der NBA nicht von Interesse.
Daher spielte auch Hobbs in den Sommermonaten 2012 der Nordhalbkugel, als sich die talentiertesten Absolventen der Division I in Probetrainingseinheiten und der NBA Summer League für die NBA empfehlen wollten, in der semi-professionellen Queensland Basketball League (QBL) Australiens für die Meteors aus Mackay. Mit den Mackay Meteors gewann er den Titel in dieser Liga. Zum europäischen Winter kehrte er auf die Nordhalbkugel zurück und spielte in der zweiten spanischen Liga LEB Oro für Cáceres Ciudad del Baloncesto aus Cáceres, einer Neugründung des 2005 aufgelösten ehemaligen Erstligisten und Europapokalteilnehmers. Als Sechster der Hauptrunde erreichte die Mannschaft die Play-offs um den Aufstieg in die höchste Spielklasse, in denen man in der Halbfinalserie River Andorra unterlag. Anschließend spielte Hobbs erneut in der QBL diesmal für die Port City Power aus Gladstone. Obwohl Hobbs als bester Vorlagengeber und bester Distanzschütze von hinter der Dreipunktelinie in das „All-League-Team“ der besten fünf Spieler jener Saison gewählt wurde, verpassten die City Power den Einzug in die Play-offs um den Titelgewinn. In der Saison 2013/14 der Nordhalbkugel kehrte Hobbs nach Europa zurück und spielte in der Nemzeti Bajnokság I/A für den ungarischen Meister Alba Fehérvár aus Székesfehérvár. Im Eurocup 2013/14 erreichte der Neuling auf internationalem Parkett in insgesamt zehn Spielen zwei Heimsiege gegen KK Budućnost Podgorica sowie TED Ankara Kolejliler und schied nach der ersten Gruppenphase aus diesem Wettbewerb aus. In der nationalen Meisterschaft rutschte der Titelverteidiger nach dem zweiten Vorrundenplatz in der Zwischenrunde auf den sechsten Platz ab und schied letztlich bereits in der ersten Play-off-Runde aus der Titelvergabe aus.
Vom ungarischen Europapokalteilnehmer wechselte Hobbs schließlich zur folgenden Saison 2014/15 zum deutschen Zweitligisten rent4office BC aus Nürnberg in der ProA-Saison 2014/15. Die Nürnberger verbesserten sich auf den zweiten Hauptrundenplatz und büßten durch drei Niederlagen in der Play-off-Halbfinalserie gegen den langjährigen Erstligisten und Altmeister Gießen 46ers ihre Chancen auf einen Aufstieg in die höchste Spielklasse ein. Hobbs war, nachdem er bereits zweimal als Spieler des Monats ausgezeichnet worden war, zum Spieler des Jahres der ProA 2014/15 ernannt worden und wechselte anschließend ausgerechnet nach Gießen zu den 46ers, die die Rückkehr in die Basketball-Bundesliga gegen seine Nürnberger Mannschaft erreicht hatten. Zuvor gewann Hobbs jedoch mit den Mackay Meteors erneut den Titel in der QBL 2015, nachdem seine Mannschaft im Halbfinale die Toowoomba Mountaineers um Hobbs’ ehemaligen Mitspieler aus Studienzeiten und Topscorer Jeremy Kendle besiegt hatten. Neben einer weiteren Berufung in das „All-League-Team“ wurde Hobbs auch als Most Valuable Player (MVP) der Finalserie ausgezeichnet.
In der Bundesliga-Runde 2015/16 verpasste Erstliga-Rückkehrer Gießen 46ers mit ausgeglichener Saisonbilanz auf dem neunten Platz überraschend nur sehr knapp und nur wegen des schlechteren direkten Vergleichs den Einzug in die Play-offs um die deutsche Meisterschaft. Von den persönlichen Statistiken wusste Hobbs zu überzeugen und war mit einer Effektivität von knapp unter 16 statistisch drittbester Point Guard der Erstliga-Saison. Zudem holte er neben durchschnittlich fünf Assists auch mit gut fünf Rebounds pro Spiel den Bestwert sowie mit 1,7 Ballgewinnen den drittbesten Wert für Point Guards und erzielte mit knapp 42 % Trefferquote von hinter der Dreipunktelinie eine überdurchschnittliche Distanzwurfquote. Zur folgenden Bundesliga-Spielzeit 2016/17 wurde Hobbs vom deutschen Vizemeister Ratiopharm Ulm verpflichtet, mit dem er auch im EuroCup auf internationales Parkett zurückkehrte. Nach nur einer Saison bei den Schwaben, die im Halbfinale an den EWE Baskets Oldenburg scheiterten, unterschrieb Hobbs einen Zwei-Jahres-Vertrag beim FC Bayern München. 2018 und 2019 wurde der Amerikaner mit dem FCB deutscher Meister. 2018 gewann man zudem den deutschen Pokalwettbewerb. Zum Erringen des Meistertitels 2018 trug Hobbs in 43 Einsätzen (in denen kein einziges Mal in der Anfangsaufstellung stand) durchschnittlich 7,2 Punkte und 2,9 Korbvorlagen bei. Im Spieljahr 2018/19 stach er mit einer Dreipunkttrefferquote von 53,9 Prozent hervor, er erzielte im Schnitt 6,0 Punkte und bereitete 2,5 Korberfolge seiner Mitspieler vor. In der EuroLeague bestritt er 2018/19 18 Begegnungen mit einem Mittelwert von 3,7 Punkten je Einsatz. Hobbs, der als Lieblingsspieler von Bayern-Präsident Uli Hoeneß galt, besaß in München einen schweren Stand, da seine mitunter unbekümmerte und unkonventionelle Spielweise von Trainer Dejan Radonjic als zu gefahrenreich eingestuft wurde.
Anfang Juli 2019 wurde er von den EWE Baskets Oldenburg verpflichtet. Er blieb zwei Jahre in Niedersachsen und stellte sich in der Saison 2021/22 der Herausforderung, sich in der hocheingeschätzten spanischen Liga ACB zu behaupten. Hobbs kam für die Mannschaft Obradoiro CAB in 32 Ligaspielen zum Einsatz und verbuchte im Durchschnitt 7,2 Punkte sowie 4,4 Korbvorlagen. Im Sommer 2022 holte Bundesligist Braunschweig den Spielmacher nach Deutschland zurück. In seinem letzten Spieljahr im Leistungsbasketball kam Hobbs in der Bundesliga in 24 Begegnungen zum Einsatz und erzielte im Mittel 12,2 Punkte sowie 6 Vorlagen je Begegnung. Ende März 2023 musste er einen Eingriff an der Schulter vornehmen lassen. Anschließend zog er sich als Spieler aus dem Leistungsbereich zurück.